# Дон Калабрија (Виченца)
Дон Калабрија је насеље у Италији у округу Виченца, региону Венето.
Према процени из 2011. у насељу је живело 39 становника. Насеље се налази на надморској висини од 25 м.